# Erevanske kaskade
Kaskade (armensko: Կասկադ, Kaskad) je velikansko stopnišče iz apnenca v Erevanu v Armeniji. Povezuje središče mesta okrožja Kentron s sosesko Monument. Zasnovali so jo arhitekti Jim Torosjan, Aslan Mkitarjan in Sargis Gurzadjan. Gradnja se je začela leta 1971, delno pa je bila dokončana leta 1980.
Znotraj Kaskade je pod zunanjimi stopnicami sedem tekočih stopnic, ki se dvigajo po dolžini kompleksa. Obstajajo tudi razstavne dvorane, povezane z nekaterimi podesti vzdolž tekočih stopnic, ki sestavljajo Cafesijanov muzej umetnosti.
Zunanjost Kaskad ima več stopenj, krasijo jih fontane in modernistične skulpture iz Cafesjianove zbirke. Stopnice privoščijo sprehajalcem neoviran pogled na osrednji Erevan in goro Ararat. Na dnu Kaskad je vrtno dvorišče s kipi sodobnih kiparjev, kot so Botero, Lynn Chadwick in Barry Flanagan.
Na obeh straneh Kaskade so številne kavarne in restavracije, ki jih obiskujejo domačini in turisti. Klasični in jazzovski koncerti se pogosto dogajajo spomladi, poleti in zgodaj jeseni, na stopnicah pa sedijo gledalci.

## Zgodovina
Gradnja se je začela leta 1971 v sovjetski dobi. Prva faza je bila zaključena leta 1980. Druga faza se je začela v letu 2002 in trajala do leta 2009. Kompleks je bil v začetku 2000-ih let izročen ameriško-armenskemu bogatašu in zbiratelju Gerardu Cafesjianu, ki je kompleks prenovil in dokončal. Sedaj je tu velik muzejski kompleks. 

## Galerija
- Prvi nivo
- Drugi nivo
- Tretji nivo
- Četrti nivo
- Peti nivo: "Skakalci v vodo", David Martin
- Kaskade in park
- "Mujer Fumando un Cigarrillo", Fernando Botero
- "Mačka" (Gatto), Fernando Botero
- "Rimski vojščak", Fernando Botero
- "Senca I", Jaume Plensa
- Nočni pogled na Erevan iz Kaskad
- Spomenik Alexandru Tamanianu

## Zunanje povezae
- Cafesjianov muzej umetnosti